# Danh sách vụ bê bối chính trị ở Việt Nam
Trong lịch sử Việt Nam đã xảy ra những vụ bê bối chính trị lớn, có sức ảnh hưởng trong nước và quốc tế. Đây là danh sách các vụ việc tiêu biểu.

## Các triều đại Việt Nam
| Năm  | Vụ việc           | Địa phương liên quan | Lĩnh vực/đơn vị liên quan |
| ---- | ----------------- | -------------------- | ------------------------- |
| 1442 | Vụ án Lệ Chi viên |                      | Chính trị                 |

## Nhà nước Việt Nam Cộng Hoà
| Năm  | Vụ việc                          | Địa phương liên quan | Lĩnh vực/đơn vị liên quan |
| ---- | -------------------------------- | -------------------- | ------------------------- |
| 1960 | Đảo chính Việt Nam Cộng hòa 1960 | Sài Gòn              | Chính trị, Quân sự        |
| 1963 | Biến cố Phật giáo 1963           |                      | Tôn giáo                  |
| 1963 | Bắt giữ và sát hại Ngô Đình Diệm | Sài Gòn              | Chính trị                 |

## Nhà nước Cộng hoà Xã Hội Chủ Nghĩa Việt Nam
| Năm       | Vụ việc                                                            | Địa phương liên quan             | Lĩnh vực/đơn vị liên quan           |
| --------- | ------------------------------------------------------------------ | -------------------------------- | ----------------------------------- |
| 1953-1956 | Cải cách ruộng đất tại miền Bắc Việt Nam                           | Miền Bắc Việt Nam                | Chính trị                           |
| 1955-1958 | Vụ án Nhân Văn – Giai Phẩm                                         |                                  | Văn hóa                             |
| 1963-1967 | Vụ án Xét lại Chống Đảng                                           |                                  | Chính trị                           |
| 1991      | Vụ án Năm Châu-Sáu Sứ                                              | Hà Nội, Thành phố Hồ Chí Minh    | Chính trị                           |
| 1993      | Biểu tình Phật giáo tại Huế                                        | Huế                              | Tôn giáo                            |
| 1995      | Vụ án Năm Cam và đồng phạm                                         | Thành phố Hồ Chí Minh            | Tội phạm có tổ chức                 |
| 1996      | Vụ án T4                                                           | Hà Nội                           | Chính trị                           |
| 1997      | Biểu tình Thái Bình 1997                                           | Thái Bình                        | Biểu tình                           |
| 1999      | Vụ án EPCO - Minh Phụng                                            |                                  | Kinh tế                             |
| 2001-2004 | Biểu tình Tây Nguyên                                               | Đắk Lắk, Gia Lai, Đắk Nông       | Xung đột sắc tộc Tranh chấp đất đai |
| 2006      | Vụ PMU 18                                                          |                                  | Bộ Giao thông vận tải               |
| 2009-     | Vụ đền bù giải toả tại Thủ Thiêm                                   | Thủ Thiêm, Thành Phố Hồ Chí Minh | Tranh chấp đất đai                  |
| 2010      | Vụ án Cù Huy Hà Vũ                                                 |                                  | Chính trị                           |
| 2011      | Biểu tình Mường Nhé, Điện Biên                                     | Điện Biên                        | Xung đột sắc tộc                    |
| 2012      | Vụ cưỡng chế đất tại Tiên Lãng                                     | Tiên Lãng, Hải Phòng             | Tranh chấp đất đai                  |
| 2014      | Vụ án Vinashin                                                     |                                  | Kinh tế                             |
| 2015-2017 | Các vụ án liên quan đến Tập đoàn Dầu khí Việt Nam                  |                                  | Kinh tế                             |
| 2016      | Sự cố môi trường Formosa                                           | Vũng Áng, Hà Tĩnh                | Môi trường                          |
| 2016      | Vụ kỷ luật cựu Bộ trưởng Vũ Huy Hoàng                              |                                  | Bộ Công thương                      |
| 2016      | Vụ án MobiFone mua AVG                                             |                                  | Bộ Thông tin và Truyền Thông        |
| 2017      | Các vụ án liên quan đến Phan Văn Anh Vũ                            |                                  |                                     |
| 2017      | Vụ Trịnh Xuân Thanh trở về Việt Nam                                | Đức, Việt Nam                    | Ngoại giao                          |
| 2018      | Vụ đánh bạc Rikvip                                                 |                                  | Bộ Công an                          |
| 2018      | Biểu tình phản đối Luật đặc khu kinh tế và Luật An ninh mạng       |                                  | Biểu tình                           |
| 2017-2020 | Vụ tranh chấp đất đai tại Đồng Tâm                                 | Đồng Tâm, Mỹ Đức, Hà Nội         | Tranh chấp đất đai                  |
| 2019-2022 | Vụ chuyến bay "giải cứu" công dân trở về nước do đại dịch COVID-19 |                                  | Bộ Ngoại giao                       |
| 2020-     | Vụ án sai phạm tại Công ty cổ phần Công nghệ Việt Á                | Cả nước Việt Nam                 | Y tế công cộng                      |
| 2022-     | Vụ thao túng thị trường chứng khoán Việt Nam 2022                  |                                  | Tài chính                           |